# 쇼우라섬
쇼우라섬(諸浦島) 일본 규슈 가고시마현의 섬이다. 

## 개요
이 섬은 가고시마현의 북쪽에 위치해 있다. 이 섬의 최고점은 104m이다. 이 섬의 주요 산업은 수산업이다. 이 섬에서는 진주 조개, 도미, 파래의 양식이 활발하다.